# Anders Schönberg den äldre

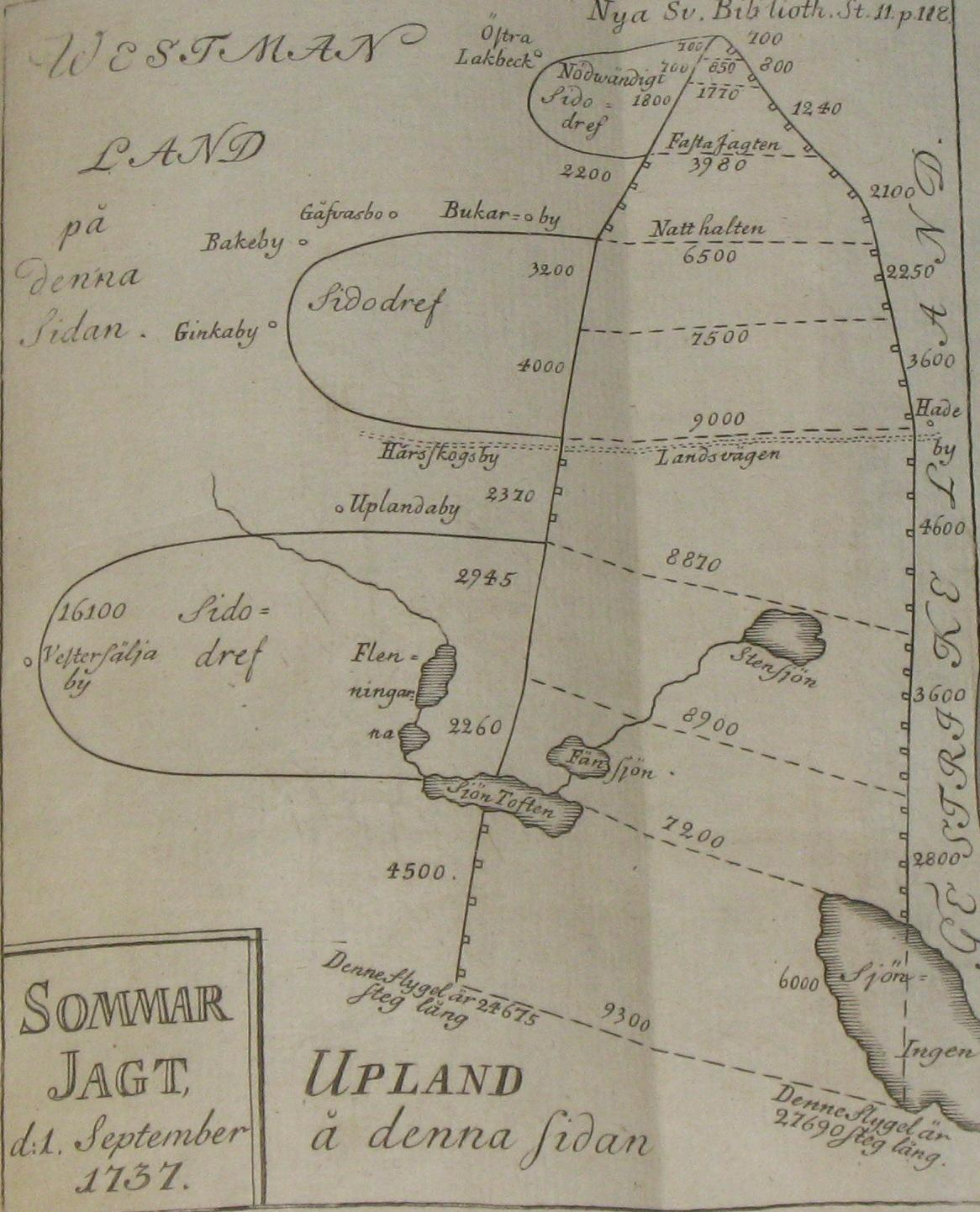
Jaktplan från en skalljakt anordnad av Anders Schönberg för Fredrik I:s räkning i Östervåla socken 1737, efter den av honom själv framtagna skalljaktsmetoden.

Anders (Andreas) Schönberg, född 27 november 1689 i Stockholm, död 2 februari 1759 på Aspnäs gård i Uppland, var en svensk hovjägmästare. 

## Biografi
Anders Schönberg var son till vice presidenten i Svea hovrätt Johan Erdtman som adlats Schönberg, och dennes hustru Catharina Stiernhöök, dotterdotter till Henrik Lemmens och sondotter till Johan Stiernhöök. Han var gift med friherrinnan Gustafva von Friesendorff, och var far till bland andra Anders Schönberg den yngre.
Schönberg blev 1701 student vid Uppsala universitet och 1708 vid Greifswalds universitet, 1712 hejderidare (lantjägmästare) i Västmanland och 1713 kapten vid Bergsregementet. Han utnämndes 1721 överjägmästare i Gästrikland, Hälsingland och Härjedalen, som belöning för att han, genom kraftfullt gjorda anordningar 1719 räddat de inre delarna av Uppland och Västmanland från de landstigna ryssarnas hemsökelser. Han fick avsked från tjänsten 1737 med hovjägmästares titel.
Som riksdagsman, från 1719 till 1738, arbetade Schönberg ivrigt för de svenska slöjdernas förkovran. Han gjorde sig särskilt känd som björnjägare och anordnade en mängd jakter för kung Fredrik I:s nöje. De anteckningar som han förde angående sina jakter publicerades i Tidskrift för jägare och naturforskare och är värdefulla som kulturbilder.
Han var ägare till Aspnäs gård i Östervåla socken och till Hammarby i Danmarks socken, den senare gården sålde han 1758 till Carl von Linné.